# كلية العلوم التربوية (الجامعة الأردنية)
كلية العلوم التربوية في الجامعة الأردنية، تعرف اختصارًا بـ«كلية التربية»، هي كلية إنسانية تابعة للجامعة الأردنية في عمّان، الأردن. تأسست في 27 ديسمبر 1972 بناءً على إرادة ملكية من الملك الحسين بن طلال، بدأ التدريس فيها عام 1973، بعد أن كانت جزءًا من كلية الآداب منذ إنشائها عام 1962.
تحتوي الكلية على ستة أقسام، وهم: قسم المناهج والتدريس، وقسم علم النفس التربوي، وقسم القيادة التربوية والأصول، وقسم الإرشاد والتربية الخاصة، وقسم علوم المعلومات وتكنولوجيا التعليم، وقسم إعداد المعلمين والتدريب الميداني.
تُعد الكلية رائدة في البحث التربوي في الأردن، وتتمتع بمكانة مرموقة في التصنيفات العالمية، حيث احتلت المرتبة 101-150 في تصنيف QS العالمي للجامعات للتعليم والتدريب لعام 2025.

## حقائق وأرقام
تضم كلية العلوم التربوية ستة أقسام أكاديمية، وتقدِّم ما مجموعه 33 برنامجًا أكاديميًا موزّعة على النحو الآتي: 12 برنامج دكتوراه، و13 برنامج ماجستير، وبرنامج دبلوم دراسات عليا واحد، وبرنامجان للدبلوم المهني، بالإضافة إلى خمسة برامج على مستوى البكالوريوس. بلغ عدد الطلبة الملتحقين بالكلية في بداية العام الأكاديمي 2022/2023 نحو 3,828 طالباً وطالبة. ويعمل في الكلية 90 عضو هيئة تدريس يُشاركون في عمليتي التدريس والبحث العلمي، إلى جانب 30 موظفًا إداريًا يُسهمون في دعم الجوانب الإدارية والتشغيلية.

## وصلات خارجية
- الموقع الرسمي.